# トゥーランドット
『トゥーランドット』（Turandot）は、フランソワ・ペティ・ド・ラ・クロワ（François Pétis de la Croix）が1710年から1712年に出版した『千一日物語』（原題Les Mille et un Jours、『千一夜物語』とは別の作品）の中の「カラフ王子と中国の王女の物語」に登場する姫の名前であり、また、その物語を基にヴェネツィアの劇作家カルロ・ゴッツィが1762年に著した戯曲、および、それらに基づいて作曲された音楽作品である。上記に該当する音楽作品は複数存在するが、本項では、これらのうち最も有名なジャコモ・プッチーニのオペラ『トゥーランドット』について記述する。

## 題材
「トゥーランドット」（カラフによる）は、アラビア半島からペルシャにかけて見られる「謎かけ姫物語」と呼ばれる物語の一類型であり、同系の話は古くはニザーミーの叙事詩『ハフト・ペイカル（七王妃物語）』（1197年）にまでさかのぼる。この系統の物語をヨーロッパに紹介したのがペティの千一日物語であり、原典は失われてしまったが同じような筋書きのペルシャ語写本が残されている。
ただし、残されているペルシャ語写本にはトゥーランの国名はあるもののトゥーランドットの人名はなく、フランス人の研究者オバニアク(Robert Aubaniac)は、この「トゥーランドット」という名はペティが出版する際に名づけたのかもしれないとしている。このペティの手になる「カラフ王子と中国の王女の物語」を換骨奪胎して生まれたのがゴッツィ版「トゥーランドット」であり、この作品はさらにシラーによってドイツ語に翻案されている（1801年）。なお、プッチーニのオペラはゴッツィ版が元であり、ウェーバーのオペラはシラー版を元にしているとされている。
このトゥーランドット物語は、オペラだけでも少なくとも12人の作曲家の作品が存在することが確認されているが、今日では以下のものが有名である。
1. カール・マリア・フォン・ウェーバーが作曲、1809年にドイツ・シュトゥットガルトで初演された劇。中国らしさを出すためにジャン＝ジャック・ルソーの『音楽辞典』の巻末譜例から『中国の歌』を引用している。後にこの『中国の歌』の部分がパウル・ヒンデミットにより『ウェーバーの主題による交響的変容』第2楽章の主題として用いられる。
2. アントニオ・バッジーニが作曲、1867年にイタリア・ミラノで初演されたオペラ『トゥーランダ』Turanda。
3. フェルッチョ・ブゾーニの作曲になる、1905年に初演された劇音楽、またそこから発展し1917年にスイス・チューリッヒで初演された2幕のオペラ。
4. ジャコモ・プッチーニが作曲、彼の1924年の没後遺された未完部分にフランコ・アルファーノの補作を経て、1926年にイタリア・ミラノで初演された3幕物のオペラ。

本項では、これらのうち最も有名な4.のプッチーニのオペラ『トゥーランドット』について記述する。

## 基本データ
- 原語曲名：Turandot
- 原作：カルロ・ゴッツィ
- 台本：ジュゼッペ・アダーミおよびレナート・シモーニ
- 演奏時間：約2時間（第1幕35分、第2幕45分、第3幕40分）
- 初演：1926年4月25日、ミラノ・スカラ座にて、アルトゥーロ・トスカニーニの指揮による

## 作曲の経緯

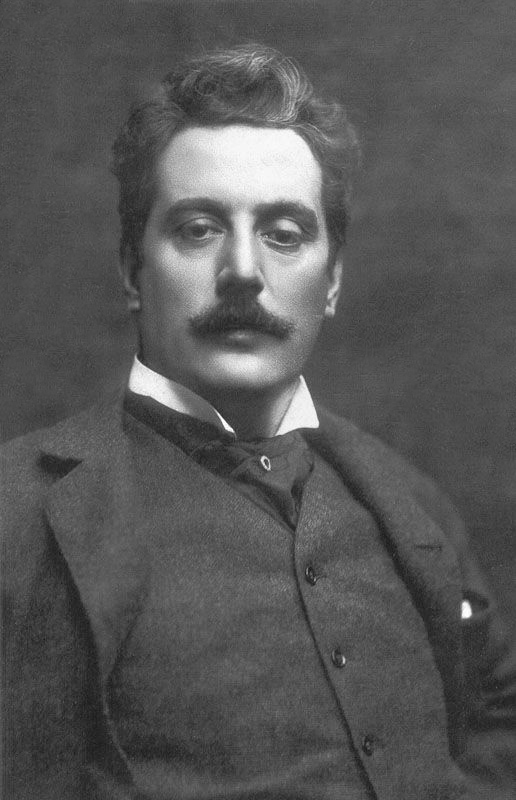
ジャコモ・プッチーニ

### 題材検討の開始
1918年にいわゆる「三部作」Il tritticoを発表して以来、第一次世界大戦後の混乱も影響して新作の途絶えていたプッチーニであったが、1919年の中頃からは新作の題材検討を精力的に行っていた。
はじめ有力な候補だったのが、シェイクスピアの『じゃじゃ馬ならし』（The Taming of the Shrew）を下敷きに、ジョヴァッキーノ・フォルツァーノが書いた『スライ』（Sly, ovvero La leggenda del dormiente risvegliato）であった。プッチーニは実際、ロンドン訪問時にトーマス・ビーチャムにエリザベス朝時代の歌曲の収集を依頼したりもしているのだが、結局のところ同作のオペラ化は放棄される（この後『スライ』は舞台劇としてイタリアおよびイギリスで成功を収め、ヴォルフ＝フェラーリによってオペラ化、1927年に初演された）。

### 台本作家の決定、トゥーランドットの提案
1919年も年末にさしかかる頃、プッチーニの新作の台本を担当するのはジュゼッペ・アダーミとレナート・シモーニの2人ということで固まってきた。台本作家2人の一方はストーリー展開やキャラクターの性格付けを立案、他方が歌詞文に磨きをかけるという分担は『ラ・ボエーム』でのジャコーザとイルリカのチーム以来、プッチーニの常套手段だった。
劇作家でありジャーナリストのアダーミとは前々作『つばめ』以来の共同関係である。シモーニはカルロ・ゴッツィの研究家としても知られる一方、ジョルダーノの『マダム・サン＝ジェーヌ』（Madame Sans-Gêne）のオペラ台本作家でもあった。この2人が提案した題材には、例えばディケンズの『オリヴァー・トゥイスト』（Oliver Twist）などもあったようだが、1920年の3月頃シモーニの示唆したゴッツィ作『トゥーランドット』がプッチーニの興味を惹くことになり、制作が開始された。ちょうどこの頃、同戯曲がマックス・ラインハルトの演出によってドイツで舞台化され、評判が高かったことも影響していると考えられる（プッチーニはドイツ贔屓で有名で、この舞台をベルリン滞在中に観たことがあった）。

### 既作の存在
ゴッツィの『トゥーランドット』は、プッチーニが題材検討しているこの頃までに少なくとも11人の作曲家によってオペラ化されていた。その全てをプッチーニが熟知していたとする証拠はないが、アントニオ・バッジーニとフェルッチョ・ブゾーニによるそれは、プッチーニは実際に聴いたことはなくともその存在を知っていたと考えるのが自然であろう。バッジーニはミラノ音楽院におけるプッチーニの指導教官の一人であった。またブゾーニのそれはわずか3年前、1917年にチューリッヒで（オペラとして）初演されたばかりだったし、プッチーニは同時代の他の作曲家の作品には、ジャンルを問わず常に深い関心を寄せていた。
もっとも、プッチーニは他人が作曲したからといって意に介するような人物でもまたなかった。過去においても『マノン・レスコー』ではマスネ、『ラ・ボエーム』ではレオンカヴァッロという競作者の存在を十分に意識しつつ、プッチーニは彼らの作品を凌駕するに至っている。

### 制作の開始
当時ヨーロッパ音楽界における最大の名士の1人であったプッチーニは、欧州各都市を訪問し多忙であり、台本制作チームとの交渉は遅々として進まなかったが、それでも1920年の8月頃までには、全体を3幕構成にすること等のアウトラインは固まっていた。またこの頃、冷たい女主人公トゥーランドット姫と対照的な、優しさを体現した「もう1人の、小さい女性」の役柄を創出することも決定した。これは原作に登場しない女召使・リューとして具現化する。一方で、ゴッツィの原作に登場する伝統的な仮面付の4人のコミカルなキャラクター（これは中国風というより、コメディア・デラルテの伝統に則った役柄）に関してはプッチーニは導入の是非を悩んだ末、宮廷の3大臣、ピン、パン、ポンとして残すことになった。プッチーニはまたこの頃、中国から帰国した外交官、ファッシーニ・カモッシ男爵の土産物に中国のメロディーを奏でるオルゴールがあることを知り、同男爵から借り受けてメロディー採集を行ったりもしている。

### スランプ
1921年から1922年にかけてプッチーニは一種のスランプ状態に陥った。ある時はオペラ全体を短縮し2幕物とするよう台本作家チームに強硬に主張、またある時は「トゥーランドットを放棄し、よりオリジナリティーに富んだ新作を作りたい」と言い出して他者を当惑させたりもしている。第1幕は概ね完成したものの、残りの作曲の進行ははかばかしくなかった。特に最終第3幕でのトゥーランドット姫と王子カラフとの二重唱の処理方法が彼の悩みの種だった。
1922年7月には気晴らしの意味もあって、プッチーニは息子トニオらとともにオーストリア、ドイツ、オランダおよびスイスを巡回するというドライブ旅行に出発する。途中ミュンヘン近くの都市インゴルシュタットのホテルでの夕食時、アヒル肉の骨を咽頭部に突き刺すというアクシデントに遭遇、外科医によって除去してもらう羽目に陥っている。2年も経たぬ間に、まさにその箇所から喉頭癌が発生するのだが、医学的には因果関係は不明とされている（ヘヴィー・スモーカーのプッチーニは以前から喉の不調を訴えることが多かったし、彼の家系には癌患者が多い）。
ともあれ、旅行後もプッチーニのスランプはしばらく続き、1923年4月頃になりようやく作曲のペースが戻ってきた。この間、2年以上の貴重な時間が失われ、これが後に大きく影響することになる。

### 作業再開、病魔との闘い
オペラ完成前だが、初演のための手筈は着々と進められた。初演の舞台はミラノ・スカラ座、日時は1925年4月、指揮はアルトゥーロ・トスカニーニ、舞台装置は中国滞在経験もあり東洋趣味に長けたガリレオ・キーニ等々が決定した。トスカニーニとプッチーニは第一次世界大戦時からの政治的対立（プッチーニは親ドイツ、トスカニーニは嫌独派）もあり過去数年間冷却関係だったが、この頃再び友好関係を取り戻した。後、トスカニーニに宛てて、「この作品をやる時には、完成直前に作曲家は亡くなったのだと伝えて欲しい」というような手紙を書いたという。
しかし1924年の3月頃からは激しい喉の痛みと咳が彼の作業を停滞させる。同年10月には台本はほぼ最終稿の形を整え、プッチーニの作曲を待つばかりだったが、彼の病気は外科手術不能の癌であると診断される。プッチーニ夫妻にはその事実は秘され、息子トニオだけが真実を知っていた。

### プッチーニの死
彼らは最後の望みを托して、この頃最先端の癌治療法とされたラジウム療法（ラジウム含有の金属針を患部に挿入）を受けにブリュッセルのレドゥー教授を訪問すべく11月4日に出発する。3時間にわたる手術は同月24日に行われ、いったんは成功かと思われたものの、突然の心臓発作によりプッチーニは11月29日息を引き取った。『トゥーランドット』は召使リューが自刃した箇所以降が未完となり、あとは23ページにわたるスケッチだけが遺された。

### アルファーノの補作
プッチーニの死後、補作を巡っての混乱があった。まずトスカニーニがリッカルド・ザンドナーイの起用を主張したが、プッチーニの版権相続者となった息子トニオはそれに難色を示した。オペラ『フランチェスカ・ダ・リミニ』（Francesca da Rimini, 1914年）および『ジュリエッタとロメオ』（Giulietta e Romeo, 1922年）の作曲家であり、当時プッチーニの後継第一人者を自他共に任じていたザンドナーイが、プッチーニの意図を離れたオリジナルなものを創作してしまうことへの懸念があったものとみられる。
かわりにトニオが推したのがフランコ・アルファーノであった。より中庸温厚な性格のアルファーノならプッチーニの構想により敬意を払ってくれるであろうとの期待、また東洋的な題材を扱ったオペラ『サクーンタラ』（Sakuntala, 1921年）が成功していたことも理由であった。
アルファーノは1926年1月に総譜を完成、それはまずトスカニーニの許へと送られた。ところがトスカニーニは「余りにオリジナル過ぎる」と評して、400小節弱の補作中100小節以上をカットする。これは、ザンドナーイ起用案が退けられたことへの意趣返し、年少のアルファーノに対する敵意（アルファーノはトスカニーニより8歳年少。もっともザンドナーイはそのアルファーノよりも更に8歳若い）、あるいは自らの権威確立のためのブラフ、など様々の意図が込められていた行為だろう。アルファーノはこのカットに対して激怒、それならば自分はトリノ音楽院の教授を辞してトスカニーニに作曲法の教えを乞おう、と言ったとも伝えられるが、結局は削除を呑まざるを得なかった。

## 初演
プッチーニ存命中の予定よりちょうど1年後の1926年4月25日、ミラノ・スカラ座にてオペラ『トゥーランドット』は幕を開けた。題名役トゥーランドット姫にはポーランド系アメリカ人のローザ・ライサ、相手役カラフ王子はスペイン人のミゲル・フレータ、召使リューにはイタリア人のマリア・ザンボーニ(Maria Zamboni)が配された。
初演はイタリアにとっての国家的イヴェントと見做され、当初はオペラ愛好家でもあるベニート・ムッソリーニ首相も臨席する予定であったが、当時国家元首の臨席時に演奏されることとなっていたファシスト党党歌「ジョヴィネッツァ」（Giovinezza）の開演前での演奏をトスカニーニが拒絶したことから、ムッソリーニがミラノにいたにもかかわらず出席取止めとなっている。
初日当夜、プッチーニによる作曲部分が終わったところ（リューの自刃の場面）でトスカニーニは突然指揮を止め、聴衆に「マエストロはここまでで筆を絶ちました」（Qui il Maestro finí.）と述べて舞台を去り、幕が慌ただしく下ろされた。2夜目になって初めてアルファーノ補作部分（上述の如くトスカニーニによるカット処理後）が演奏された。プッチーニ亡き後、イタリア・オペラ界における最大の権威はトスカニーニに存することが如実に示されたエピソードであった。

### 日本における上演
日本における『トゥーランドット』初演は1951年6月28日から昼夜7回制により、「東京オペラ協会」の旗揚公演として日比谷公会堂にて行われた（日本語訳詞上演）。主なキャストは関種子・大熊文子（トゥーランドット）、木下保・荒木宏明（カラフ）、加古三枝子・伊藤京子・福士蝶子（リュー）、管弦楽は東京フィルハーモニー交響楽団、指揮は東京オペラ協会の指導者、金子登であった。なお第3幕、3大臣がカラフを誘惑する場面でストリッパーを登場させ話題になった、と記録にある。

### 中国における上演
中華人民共和国においては、オペラ『トゥーランドット』は長い間、西洋諸国による中国蔑視の象徴的作品とされ上演は果たされなかった（もっとも、他の多くのオペラも「ブルジョワ的」というレッテルを貼られていたが）。しかし改革開放政策の進展と共にタブー視は次第に薄れ、中央歌劇院(中央歌剧院)によって1989年に演奏会形式での中国初演、1995年に完全な上演が行われている。1998年9月のズービン・メータ指揮による公演はチャン・イーモウ（張芸謀）の演出で、舞台を明代に設定して衣装や舞台装飾もその時代に徹底して合わせた演出となった。また国際的なキャストを擁するとともに人民解放軍部隊をエキストラ出演させ、紫禁城内の特設ステージで上演された同公演は大きな話題となった（同公演は映像作品化されている）。
その際の役名の表記は次の通りである。
- トゥーランドット：杜蘭朶
- カラフ：卡拉富
- リュウ：柳（小柳）

そのほかにも中国では創作京劇でトゥーランドットに想を得たものもあり、魏明倫による《中國公主杜蘭朵》が著名である。この作品は、京劇の伝統と西洋音楽の融合をと調和を企図したもので、伴奏楽器にオーケストラを使用するほか、プッチーニのこの作品のなかから「誰も寝てはならぬ」（中国語では《今夜無人入眠》）などのメロディが採用されている。

## 屋外オペラ公演
トゥーランドットはプッチーニ最後のオペラであり、オーケストラの充実した扱いとスペクタクル的な響きが特徴的で、ジュゼッペ・ヴェルディのオペラ『アイーダ』に次いで屋外での上演が多いことで知られる。例えば有名なアレーナ・ディ・ヴェローナ屋外歌劇場で同オペラは2005年までに100回超の公演が行われている。

## 補作の数々
- アルファーノによる補作を完全に含む『トゥーランドット』全曲総譜はリコルディ社より初演前に出版されたが、トスカニーニによる大鉈が振るわれて以降、1926年の第2版からは総譜においてもこの短縮版だけが世に出る形となった。「アルファーノ完全版」は、1982年11月、ロンドン・バービカン・ホールにおけるコンサート形式演奏まで50年以上日の目を見ることはなかった。今日ではこのアルファーノ完全版による上演も漸増傾向にある。
- イタリア在住でアメリカ合衆国出身の音楽評論家・音楽学者・作曲家であるジャネット・マグワイヤは、プッチーニの遺したスケッチの厳密な資料批判に基づいた補作版を1990年に作成した[4]が、公開演奏は未だなされていない。
- イタリアの作曲家ルチャーノ・ベリオは指揮者リッカルド・シャイーの委嘱により独自の補作版を作成、この版は2002年1月にスペイン・カナリア諸島のラス・パルマスでコンサート形式で演奏されて以来各所で採り上げられ話題になった。最後の結尾はプッチーニのピアノ譜の原作どおりピアニッシモで終わる。近年ザルツブルクでの音楽祭での上演（指揮：ワレリー・ゲルギエフ）、ミラノ・スカラ座での上演（指揮：リッカルド・シャイー）がDVDで手に入る。
- 中国国家大劇院が2008年3月に初上演したプロダクションでは、中国の作曲家、郝維亜(Hao Weiya)が新たに約18分間の終結部を補作し、同じ形でその後も再演がおこなわれている[5]。郝は「プッチーニの様式に敬意を払い、同じ路線で完成させたかった」と語っており、全曲は「茉莉花」の旋律で締めくくられる[6]。

## 編成

### 主な登場人物
- トゥーランドット姫　（ソプラノ）
- 中国の皇帝アルトゥーム、トゥーランドットの父　（テノール）
- ティムール、ダッタン国を追われた盲目の廃王　（バス）
- 身分を隠している名前の知れない王子（実はカラフ）、ティムールの息子でダッタン国の王子　（テノール）
- リュー、若い娘。ティムールと王子に仕え、王子に密かに想いを寄せる召使　（ソプラノ）

- ピン、皇帝に仕える大蔵大臣　（バリトン）
- パン、内大臣　（テノール）
- ポン、総料理長　（テノール）
- 役人　（バリトン）
- ペルシアの王子　（テノール）
- プー・ティン・パオ、首切り役人（唄なし）

- 合唱

### 楽器構成
- ピッコロ 、フルート 2、オーボエ 2、コーラングレ、クラリネット 2、バス・クラリネット、ファゴット 2、コントラファゴット
- ホルン 4、トランペット 3、トロンボーン 3、コントラバス・トロンボーン
- ティンパニ、トライアングル、小太鼓、大太鼓、シンバル、タムタム、クロマティックゴング、グロッケンシュピール、シロフォン、バス・シロフォン、チューブラーベル、チェレスタ、ハープ 2、オルガン
- 弦五部
- 舞台上あるいは舞台裏にアルト・サクソフォーン 2、トランペット 6、トロンボーン 3、バス・トロンボーン、ウッドブロック（スコアにはTamburo di legnoと記載）、タムタム

## 演奏時間
約2時間（第1幕35分、第2幕45分、第3幕40分）

## あらすじ
時と場所：いつとも知れない伝説時代の北京

### 第1幕
宮殿（紫禁城）の城壁前の広場。役人が群衆に宣言する「美しいトゥーランドット姫に求婚する男は、彼女の出題する3つの謎を解かなければならない。解けない場合その男は斬首される」今日も謎解きに失敗したペルシアの王子が、月の出とともに斬首されるべく、喝采する群衆の中を引き立てられてくる。敗戦により、国を追われて放浪中の身であるダッタン国の王子カラフは、召使いのリューに手を引かれながらさ迷う盲目の父、ダッタン国の元国王ティムールを発見し、3人は互いに再会を喜ぶ。ペルシア王子処刑の様子を見にトゥーランドット姫が広場に現れ、カラフは一目見てその美しさの虜となる。ティムール、リュー、そして宮廷の3大臣ピン、ポン、パンが思いとどまるよう説得するが、カラフはトゥーランドットの名を叫びながら銅鑼を3回打ち鳴らし、自らが新たな求婚者となることを宣言する。第1幕では、トゥーランドット姫は一切声を発さない。

### 第2幕
ピン、ポン、パンの三大臣が軽妙なやりとりで姫とカラフの噂話をしている。そのうち、帝の出御となり群衆が集まる。万歳の叫び声の中、皇帝アルトウームがカラフに無謀な試みをやめるよう説得するがカラフは耳を貸さない。こうして姫が冷やかな表情で出てくる。
カラフの謎解きの場面。トゥーランドット姫は、何故自分がこのような謎を出題し、男性の求婚を断ってきたのかの由来を改めて述べる「かつて美しいロウ・リン姫は、異国の男性に騙され、絶望のうちに死んだ。自分は彼女に成り代わって世の全ての男性に復讐を果たす」。
第一の謎「毎夜生まれては明け方に消えるものは？」カラフ曰く「それは希望」第二の謎「赤く、炎の如く熱いが、火ではないものは？」「それは血潮」カラフは2つまでも正解を返す。最後の謎「氷のように冷たいが、周囲を焼き焦がすものは？」カラフは暫く悩むが、これも「トゥーランドット！」と正答する。
謎がことごとく打破されたトゥーランドット姫は父アルトゥーム皇帝に「私は結婚などしたくない」と哀願するが、皇帝は「約束は約束」と娘に翻意を促す。カラフは姫に対して「それでは私もたった一つの謎を出そう。私の名は誰も知らないはず。明日の夜明けまでに私の名を知れば、私は潔く死のう」と提案する。

### 第3幕
北京の街にはトゥーランドット姫の命令が下る。「今夜は誰も寝てはならぬ。求婚者の名を解き明かすことができなかったら住民は皆死刑とする」カラフは「姫も冷たい部屋で眠れぬ一夜を過ごしているに違いない。夜明けには私は勝利するだろう」とその希望を高らかに歌う。ピン、ポン、パンの3大臣は多くの美女たちと財宝を彼に提供、姫への求婚を取り下げるよう願うが、カラフは拒絶する。ティムールとリューが、求婚者の名を知る者として捕縛され連行されてくる。名前を白状しろ、とリューは拷問を受けるが、彼女は口を閉ざし、衛兵の剣を奪い取って自刃する。リューの死を悼んで、群衆、3大臣など全員が去り、トゥーランドット姫と王子だけが残される。
王子は姫に熱い接吻をする。リューの献身を目の当たりにしてから姫の冷たい心にも変化が生じており、彼を愛するようになる。ここで王子ははじめて自らの名がカラフであることを告げる。「名前がわかった」と姫は人々を呼び戻す。
トゥーランドットとカラフは皇帝の玉座の前に進み出る。姫は「彼の名は……『愛』です」と宣言する。群衆は愛の勝利を高らかに賛美、皇帝万歳を歌い上げる中、幕。

## 著名なアリア等

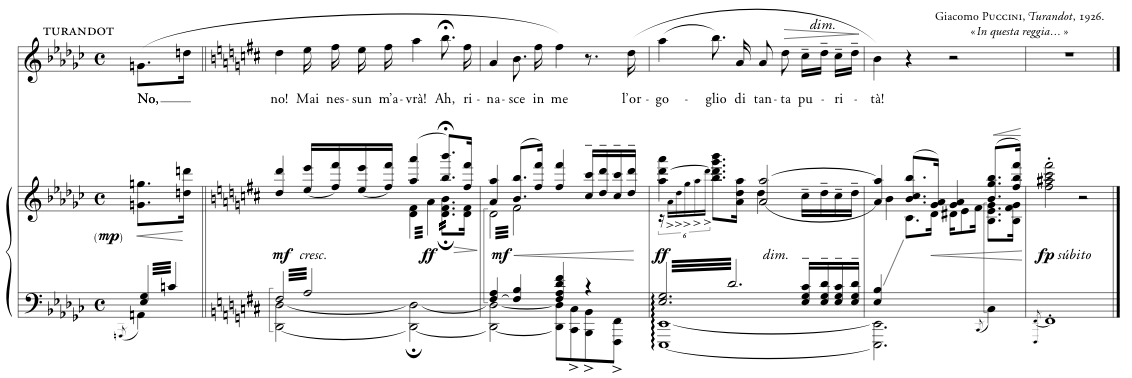
「この宮殿の中で」より

- 「お聞き下さい、王子様」Signore, ascolta　――　リューのアリア（第1幕）
- 「泣くな、リュー」Non piangere, Liù　――　カラフのアリア（第1幕）

- 「この宮殿の中で」In questa Reggia　――　トゥーランドットのアリア（第2幕）
- 3つの謎解きの場　――　トゥーランドットとカラフの二重唱（第2幕）

- 「誰も寝てはならぬ」Nessun dorma　――　カラフのアリア（第3幕）
- 「心に秘めた大きな愛です」Tanto amore, segreto　――　リューのアリア（第3幕）
- 「氷のような姫君の心も」Tu che di gel sei cinta　――　リューのアリア（第3幕）

「お聞き下さい、王子様」（変ト長調）や「泣くな、リュー」「氷のような姫君の心も」（変ホ短調［変ト長調の並行短調］）等が開放弦音が少なく弦楽器が暗く聞こえる調性になっている。また「誰も寝てはならぬ」では9,13の和音を用いる等、技法的にも技巧を凝らしたものになっている。これはプッチーニがドビュッシーの歌劇『ペレアスとメリザンド』を観て感激し、その新しい和声に影響を受けて作曲している事に起因している。

## 配役について

### トゥーランドット
題名役のトゥーランドットには、分厚い管弦楽の響きや合唱をも圧するような超人的な高音域を長時間にわたって歌い続けることが要求され、『ノルマ』の題名役と並んで、ソプラノ・ドランマーティコ最大の難役の一つと考えられている。しばしばワグネリアン・ソプラノが担い、イタリアオペラのヒロインとしては珍しくドイツ人歌手の活躍が目立つキャラクターでもある。同役を歌って著名であった歌手には、1920年代のマリア・イェリッツァ、30年代のエヴァ・ターナー、ジーナ・チーニャ、60年代のビルギット・ニルソン、80年代のエヴァ・マルトンがいる。また、デビュー直後、1940年代後半の短い時期にはマリア・カラスも同役で知られていた。異色の例としては同役を歌った3年後にリューを録音したカーティア・リッチャレッリで、これはカラヤンが本来リュー向きの彼女を戦略的に同役に起用したためであった。逆にモンセラート・カバリエはリューの5年後に同役を録音している。

### カラフ
カラフ役にも、「ハイC」といわれる高音域を含めて、トゥーランドットと声量・声質の両面で渡り合うだけの力強さが求められる。リリコ・スピント・テノールが担う。同役の代表的なテノール歌手としては、1930年代のジャコモ・ラウリ＝ヴォルピ（彼もカラフ役初演の有力候補だった）、40年代後半ではマリオ・デル＝モナコ、50年代後半から60年代後半にかけてのフランコ・コレッリなどが挙げられる。

### リュー
これも劇的な表現力、演技力がソプラノ・リリコに要求され、著名なアリア2曲を含む難役である。
なお、王子カラフに献身的に尽くすも、自殺することでしかその愛を表現できなかった召使リューに、プッチーニとの不貞の嫌疑から服毒自殺（1909年）した実在の女中、ドーリア・マンフレーディの存在を重ね合わせる分析がしばしば行われる（『西部の娘』参照）。しかし、恋愛も報われず若くして死に至る、というソプラノ役はドーリア事件以前も『ラ・ボエーム』でのミミ、『蝶々夫人』でプッチーニが得意とした描き方であり、このリューだけがとりたてて特別なキャラクターとは言えない、との考えもある。

### アルトゥーム
テノールによって歌われる皇帝アルトゥーム役は、通常演出では舞台中央の玉座に座っているだけで、音楽的には大した歌詞もなく、ドラマ展開上も重要性には乏しい。しかしこの役はしばしば「往年の名テノール」が舞台生活の最後に演じる役として用いられる。皇帝役によってテノールの花道を飾った名歌手としては、初演時にカラフ役候補の一人だったジョヴァンニ・マルティネッリ（1967年、於シアトル、当時82歳）、ジュゼッペ・ディ・ステファーノ（1992年、於ローマ、当時71歳）などがいるが、最高齢はユグ・キュエノー（1987年、於メトロポリタン歌劇場）で当時84歳の記録がある。

### ピン、パン、ポン
宮廷の三大臣、ピン、パン、ポンは、イタリアの伝統的なコンメディア・デッラルテのスタイルに基づいている。コンメディア・デッラルテでは、アルレッキーノ、コロンビーナ、パンタローネといった仮面を付けた固定的キャラクターが簡単な筋書きに基づいて即興的に演じるが、これを受けてピン、パン、ポンはしばしば顔を仮面や白塗りで隠して登場する。
また、ピン、パン、ポンによる第2幕の三重唱では、バリトンが二人のテノールの上声部を歌うという変則的な扱いが見られ、第1幕でも奇妙な声を張り上げる場面がある。これらは、宦官を意識したものとも考えられている。

## 三つの謎
プッチーニの『トゥーランドット』でトゥーランドットが出す三つの謎の答えは、順に「希望」、「血潮」、「トゥーランドット」である。
この謎は、ゴッツィの原作戯曲ではもともと「太陽」、「年」、「アドリアの獅子」であった。ゴッツィはヴェネツィア貴族の出身であり、アドリアの獅子はヴェネツィア共和国の紋章である。1801年にフリードリヒ・シラーがゴッツィの戯曲をドイツ語の台本に翻案した際、この謎は「年」、「眼」、「鋤」に書き換えられた。さらに、ブゾーニのオペラでは「心」、「習慣」、「芸術」とされており、プッチーニのものはこれらのいずれとも異なる。

## 登場する引用曲
プッチーニがその土地土地の民謡などを巧みに引用、転用することは「蝶々夫人」でもおなじみだが、今作品でもその引用が行われている。今回、彼はその素材を、長年中国に領事として駐在していたファッシーニ男爵所有のオルゴールから得たといわれる。
- 第1幕でラマ教の修行僧が歌う少年合唱は中国江蘇省の民謡「茉莉花」。
- ピン、パン、ポンの登場の際に演奏されるのは1912年制定の「清国国歌」。
- アルトゥム登場の際の曲は中国の宮廷公儀に使用された音楽。
- 第3幕に若干の中国古謡。

## その他の『トゥーランドット』
冒頭に挙げたウェーバー、バッジーニ、ブゾーニ並びに本項で詳説したプッチーニ以外のオペラ『トゥーランドット』の作曲者は以下の通り（カッコ内は初演年）。いずれも今日顧みられることはない。
- カール・ブルーメンレーダー（1810年）
- フランツ・ダンツィ（1817年）
- カール・ライシガー（1835年）
- ヨハン・ヴェスケ・フォン・ピュットリンゲン（1838年）（筆名のホーヴェンで記載している資料も多い）
- ヘルマン・ルーヴェンスキョルド（1854年）
- アドルフ・イエンセン（未上演。作曲1864年）
- テオバルト・レーバウム（1888年）
- エリック・エーカーベルイ（1906年）
- フーゴ・ノイマイスター（1908年）

## 音楽劇
- 祝祭音楽劇「トゥーランドット」音楽 久石譲、作詞 森雪之丞、演出 宮本亜門、衣装 ワダエミ、美術 松井るみ、配役 トゥーランドット=アーメイ、カラフ=岸谷五朗、ワン=中村獅童、ミン=早乙女太一、リュー=安倍なつみ、物売り=北村有起哉、ティムール=小林勝也で、2008年3月27日～4月27日東京赤坂ACTシアター、5月2日～5月9日大阪梅田芸術劇場メインホール、5月13日～5月22日御園座公演[7]。

## 戯曲外での『トゥーランドット』

### フィギュアスケート
トゥーランドットの曲調はフィギュアスケートの盛り上がりに非常によく合い、毎年多くの選手がこれを編曲したものを使い演技をしている。
特に日本では、2006年トリノオリンピックで荒川静香がフリースケーティングで披露し、同大会日本代表選手唯一の金メダルを獲得した事でこの曲の人気が高くなり、着メロダウンロード件数もクラシックとしては、異例の1日で1万ダウンロードを超えた。また2018年平昌オリンピックで銀メダルを獲得した宇野昌磨も、フリーで本曲を使用していた。

### 吹奏楽
全曲からいくつかの部分を抜粋し、吹奏楽に編曲して演奏することもよく行われる。

### HR/HM
1996年発表のウリ・ジョン・ロートのアルバム「プロローグ天空伝説」の一曲目に収録されている「Bridge To Heaven」は「誰も寝てはならぬ」をカヴァーしたものである。7弦の「スカイギター」にて演奏されたこの曲はエレキギターとは思えないほど美しく荘厳な音色・アレンジで、後の作品に期待を抱かせたが、直後に起こった恋人モニカ・ダンネマン（ジミ・ヘンドリックスの最後の女性でもある）の謎の自殺により、再び隠遁生活へと戻ってしまう。現在は復帰し、交響楽団と共演するなど、クラシック音楽とのクロスオーヴァーに情熱を注いでいる。

### 小惑星
トゥーランドット（530 Turandot）は、1904年に火星と木星の間にある小惑星帯で発見された小惑星である。オペラにちなんで命名された。

### 発車メロディ
2019年4月20日から7月20日まで、東日本旅客鉄道（JR東日本）上野駅の山手線ホーム（2・3番線）において「誰も寝てはならぬ」の一節が発車メロディとして使用されていた。これは当時東京文化会館で開催されていた「オペラ夏の祭典2019-20 Japan Tokyo World」において、同年7月12日から14日にかけて『トゥーランドット』が上演されていたことに合わせたものであり、JR東日本東京支社は、「発車ベルを同会館で上演される作品の楽曲に変更することで、台東区をはじめとする地域の活性化に取り組むとともに、東京2020オリンピック・パラリンピックの気運醸成に取り組む」としている。メロディはスイッチの制作で、編曲は福嶋尚哉が手掛けた。